# Michael Sotillo
Michael Anthony Sotillo Cañari (Tacna, Perú, 23 de septiembre de 1984) es un futbolista peruano. Juega como guardameta y su equipo actual es Bentín Tacna Heroica de la Liga 2. Ha integrado la selección de fútbol playa del Perú.

## Trayectoria
Michael Sotillo es natural de Tacna y llegó a las divisiones menores del Sport Boys el año 2001. En el 2007 fue cedido al San Marcos en calidad de préstamo. El 27 de julio del 2008 debutó en la Primera División del fútbol peruano enfrentando al Cienciano del Cusco en el Estadio Miguel Grau del Callao. Dicho encuentro terminó empatado a cero goles.
En suma, el 2008 no fue un año muy bueno en el tema futbolístico, ya que descendió con el cuadro rosado y sufrió 31 goles en contra, teniendo que ser reemplazado por el arquero Exar Rosales. Tuvo la oportunidad de volver a la titularidad en la última fecha del Torneo Clausura, atajando en el último partido del Boys en Primera División. Ese encuentro, jugado frente a Sporting Cristal en el Estadio San Martín de Porres, finalizó con victoria celeste por 2-0. 
Finalmente, en el 2009 fue transferido al club IDUNSA de la Segunda División del Perú.
En el 2010 sale campeón de la Segunda División del Perú con el Cobresol siendo titular indiscutible del equipo moqueguano. Tuvo 3 años muy buenos en Cobresol donde fue una de las figuras, en el 2012 descendió de categoría.
Fue titutar en casi todo el campeonato de Segunda que jugó junto a Cultural Santa Rosa. 
Sus buenas actuaciones en Apurímac lo llevaron a fichar por Comerciantes Unidos para jugar la Copa Conmebol Sudamericana 2017. 
El 2018 ficha por Deportivo Binacional fue habitual titular, teniendo una gran competencia con Ricardo Farro clasificando a la Copa Sudamericana.

## Clubes
| Club                   | País | Año         |
| ---------------------- | ---- | ----------- |
| Sport Boys             | Perú | 2001 - 2006 |
| Universidad San Marcos | Perú | 2007        |
| Sport Boys             | Perú | 2008        |
| IDUNSA                 | Perú | 2009        |
| Cobresol               | Perú | 2010 - 2012 |
| Sport Huancayo         | Perú | 2013 - 2015 |
| Cultural Santa Rosa    | Perú | 2016        |
| Comerciantes Unidos    | Perú | 2017        |
| Deportivo Binacional   | Perú | 2018 - 2021 |
| Deportivo Municipal    | Perú | 2022        |
| Los Chankas            | Perú | 2023 - 2024 |
| Bentín Tacna Heroica   | Perú | 2025 -      |

## Palmarés

### Torneos cortos
| Título          | Club                 | País | Año  |
| --------------- | -------------------- | ---- | ---- |
| Torneo Apertura | Deportivo Binacional | Perú | 2019 |

### Campeonatos nacionales
| Título                    | Club                 | País | Año  |
| ------------------------- | -------------------- | ---- | ---- |
| Segunda División del Perú | Cobresol             | Perú | 2010 |
| Liga 1                    | Deportivo Binacional | Perú | 2019 |